# ムシラ
ムシラ(アラビア語: المسيلة エル・ムシーラ)はアルジェリア北部のムシラ県の県都。
2008年の人口は約13.3万人。
ムシラ大学が有る。

## 歴史
ムシラは遊牧民を定住させる為に設置された。